# 月華の剣士
『幕末浪漫 月華の剣士』（ばくまつろまん げっかのけんし）は、エス・エヌ・ケイ（旧社）がネオジオ用に開発・販売した対戦型格闘ゲームシリーズである。同社の『サムライスピリッツ』とは異なる趣をからめた「サムライアクション」となっている。英語版のタイトルは『THE LAST BLADE』（ザ・ラスト・ブレード）、韓国版のタイトルは『THE LAST SOLDIER』（ザ・ラスト・ソルジャー）。

## 作品解説
同社の『サムライスピリッツ』シリーズ（以下『サムスピ』と表記）と同様に、キャラクターが刀などの武器を使うのが特徴の武器格闘ゲーム。
物語は、日本の江戸時代後期の幕末が舞台となっており、新撰組なども設定として登場する。また、陰陽道や四神といったオカルト要素も設定に深く関わっている。キャラクターイラストはTONKO（せんのあき）が担当。
1997年（平成9年）12月に『幕末浪漫 月華の剣士』が業務用MVSで発売され、翌1998年（平成10年）11月には続編の『幕末浪漫第二幕 月華の剣士 〜月に咲く華、散りゆく花〜』が同じく業務用MVSで発売された。前作に登場した一部のキャラクターには、新必殺技が追加されている。キャラクターは「力」と「技」の2種類の剣質から選択が可能となり、同じキャラクターでも戦術が違う。
2010年6月、パチスロ『幕末浪漫 月華の剣士外伝〜あかりと七つの妖珠〜』が稼働。

## シリーズ作品
幕末浪漫 月華の剣士
- アーケード：1997年12月5日
- ネオジオ：1998年1月29日
- ネオジオCD：1998年3月26日
- Wii バーチャルコンソール：2012年3月13日（配信元:D4エンタープライズ） - レイティングはCERO：B（12才以上対象）。
- Steam：2016年8月31日（開発元:DotEmu） - レイティングはCERO：B（12才以上対象）。
- PlayStation 4、Xbox One、Nintendo Switch、PC（Windows 10）、iOS、Android（アケアカNEOGEO）:PlayStation 4およびXbox Oneは2017年5月18日、Nintendo Switchは2017年12月14日、PC（Windows 10）は2018年2月28日、iOSおよびAndroidは2022年7月21日（配信元:ハムスター） - レイティングはCERO：B（12才以上対象）。
- Nintendo Switchパッケージソフト『アケアカNEOGEO セレクション Vol.4』:2025年4月10日 - 上記アケアカNEOGEO版と同等の内容のものを収録。レイティングはCERO：B（12才以上対象）。

第1作、欧米版タイトルは『THE LAST BLADE』。2作目の略称から『一幕』とも呼ばれる。
幕末浪漫第二幕 月華の剣士 〜月に咲く華、散りゆく花〜
- アーケード：1998年11月25日
- ネオジオ：1999年1月28日
- ネオジオCD：1999年2月27日
- Wii バーチャルコンソール：2012年8月21日（配信元:D4エンタープライズ） - レイティングはCERO：B（12才以上対象）。
- PlayStation 4 / PlayStation Vita：2016年5月25日 - レイティングはCERO：B（12才以上対象）。
- Steam：2017年11月18日（開発元:Code Mystics Inc.）
- PlayStation 4、Xbox One、Nintendo Switch、PC（Windows 10）iOS、Android（アケアカNEOGEO）:PlayStation 4およびXbox Oneは2018年2月15日、Nintendo Switchは2018年6月21日、PC（Windows 10）は2018年10月26日、iOSおよびAndroidは2022年10月20日（配信元:ハムスター） - レイティングはCERO：B（12才以上対象）。
- Nintendo Switchパッケージソフト『アケアカNEOGEO セレクション Vol.6』:2025年8月7日 - 上記アケアカNEOGEO版と同等の内容のものを収録。レイティングはCERO：B（12才以上対象）。

第2作、欧米版は『THE LAST BLADE 2』（ザ・ラスト・ブレード ツー）。略称は『二幕』。
PS4、PS Vita版はオンライン対戦に対応。クロスプレイ対応のため、PS4とVitaの異機種間対戦が可能。クロスセーブ対応のためセーブデータ共有可能。

### 家庭用移植
以下は家庭用独自要素のある移植作品。その他のアーケード版準拠移植作品は上節を参照。
幕末浪漫 月華の剣士
- PlayStation：1999年2月25日
- ゲームアーカイブス: 2007年4月26日 - レイティングはCERO：B（12才以上対象）。

『一幕』の移植版。オープニングにアニメムービーを使用、追加キャラクターなどのおまけ要素も充実。
武器が『二幕』と同様に飛ばなくなったため、一部のキャラクターの技の仕様が異なる。
幕末浪漫特別編 月華の剣士 〜月に咲く華、散りゆく花〜（THE LAST BLADE Beyond the Destiny）
- ネオジオポケット（カラー専用）：2000年3月16日 / ベスト：2001年8月2日
- Nintendo Switch：2020年10月29日 - レイティングはCERO：A（全年齢対象）。

ネオポケ恒例のSDキャラクターの格闘ゲーム。基本的には『二幕』を基にしているが、一度クリアするまではストーリーが一幕のものになっている（嘉神の覚醒は演出であり、性能は変わらない）。
十三、紫鏡（骸）、示源は使用キャラクターとしては登場しないが、十三と骸はそれぞれミニゲームで登場する。
幕末浪漫第二幕 月華の剣士 Final edition
- ドリームキャスト：2000年12月21日 / ベスト：2002年5月23日（当初は2001年11月22日発売の予定だったが旧SNK倒産により一旦発売中止されその後事業を引き継いだプレイモアから発売された。）

『二幕』の移植版。欧米ドリームキャスト版は『THE LAST BLADE 2 HEART OF THE SAMURAI』（ザ・ラスト・ブレード ツー ハート・オブ・ザ・サムライ）。剣質「極」が最初から使用可能。アートギャラリーモードで各種イラストを閲覧できるほか、本作のキャラクターをモチーフにした絵柄の花札でこいこいを遊ぶことができる。また、『一幕』のデモシーンがムービー形式で収録されている。
なお、取扱説明書には隠しキャラクターの使用コマンドが載っているにもかかわらず、技コマンドは載っていない。
ネオジオ版と技のエフェクトが違うものがある。
幕末浪漫 月華の剣士1・2
- PlayStation 2：2006年1月12日 / ベスト：2007年6月21日 - レイティングはCERO：B（12才以上対象）。

『NEOGEO オンラインコレクション』第2弾で、『一幕』と『二幕』が同時収録されている。
第1弾の『餓狼 MARK OF THE WOLVES』とは違い、ネオジオ版をほぼそのまま移植している。

## ストーリー
幕末浪漫 月華の剣士
太古の昔より存在する、生命のある者の世界”現世(うつしょ)”と、死者が在りし地”常世(とこよ)”。このふたつの世界をつなぐ境界”地獄門”を守りし存在”四神”。”東の青龍(仁)”、”西の白虎(義)”、”南の朱雀”、”北の玄武(礼)”、人の世の歴史の影で、彼らはその役をこなしていた。ときは流れ”幕末”。徳川幕府の長き平安の果てに、武士は力を無くし、人々は平和のなかで新たな混乱の前触れを感じていた。突然の動乱、未曾有の天災、”魔人復活”の噂。絶望する人々の多いなか、そうではない者たちがいた。依然として力を失わず混乱に立ち向かう者たち。動乱の真の原因を確かめようとする者、また図らずも原因の中枢を担ってしまった者、この機に乗じて野望を巡らす者、”魔人復活”に惹かれる者……。それぞれの思惑を胸に、運命に導かれる者たちの戦いが始まる。
幕末浪漫第二幕 月華の剣士 〜月に咲く華、散りゆく花〜
「朱雀」の暴走より半年。「常世」につながる大穴は、嘉神の大罪を語るが如く未だ天空に座し、「現世」をうかがっていた。再び境界を閉ざし、２つの世界を分断するには、はるか神話の時代より伝えられる「封印の儀」をとりおこない、「常世」からの気の流れを遮断する必要があった。しかし、「封印の儀」とは「四神」の力と「封印の巫女」がそろって初めて成り立つ儀式である。「封印の巫女」を捜すため、「現世」では「玄武」を中心にそれぞれが動きはじめていた。
時を同じくして「常世」。深い闇の底では「封印の儀」を阻止するべく、さまざまな意識が引き寄せ合いうごめいていた。それらはやがて一つの思念となり、ある者を「現世」へよみがえらせた。四神の長「青龍」として目覚めはじめた楓。天空をあおぎ、己の過去が清算されていないことを語る守矢。新たな運命のきざしを感じはじめる雪。そして、奇跡的に命をとりとめ、己の運命を受け入れる男。嘉神。それぞれの思いが交錯する中、時代は再び彼らを闘いへといざなっていく。

## ゲームシステム

### 基本操作
従来の対戦型格闘ゲーム同様にA・B・Cボタンがそれぞれ弱斬り・強斬り・蹴りと攻撃に宛がわれ、Dボタンは防御行動「弾き」ボタンとなっている（弾きについては後述）。
また、弱斬り・強斬り・蹴りの通常技は全キャラクター共通してレバー特定方向と同時入力で変化する（左+A、右+B、右+C、右下+C、以上全て右向き時）。
通常投げ
『一幕』ではレバー左右+Bボタン。『二幕』ではC・Dボタン同時押しに変更され、投げ失敗時には専用のポーズを取って隙が生じる。
ダウン追撃
専用のコマンドでダウン中に追撃できる。大半のキャラクターはレバー右下（右向き時）で近距離の相手にしか当たらないが、一部のキャラクターはレバー真上+ボタン（キャラクターにより異なる）で距離無制限のものを出せる。また、立ちCや一部キャラクターの特定の技などでも追撃が可能。
中段攻撃
『一幕』で、B・Cボタン同時押しで出すことができる。しゃがみガード中の相手に当てると、強制的にガードを崩して後ろによろけさせる。
『二幕』では、剣質によりB・Cボタン同時押しで出る攻撃の内容が異なる。これについては後述する。
奥義（必殺技）
他の対戦格闘ゲームでいう必殺技は、このシリーズでは「奥義」という名称が使われている。通常技キャンセルで出せるが、攻撃判定のないものは、コマンド表では特殊技に分類される。
超奥義（超必殺技）
剣質ゲージ（後述）消費で使用可能な強力な必殺技。体力ゲージが一定量まで減るとゲージが点滅し、無制限に使用可能になり、剣質ゲージも消費しなくなる。

### 剣質
ゲーム開始時にプレイヤーが使用するキャラクターと、そのキャラクターの戦闘スタイル「剣質」を選択する。
剣質「力」（Power）
「技」よりも攻撃力が高く、通常攻撃をガードさせても必殺技と同様に僅かにダメージを与えられる（一幕のみ、通常攻撃をガードされた際も必殺技同様に相手を倒せる）。また、武器攻撃がガードされると『サムスピ』と同様の弾かれ動作が出る。
剣質ゲージ（後述）が溜まりやすく、さらに一部の奥義（必殺技）から超奥義に繋げられる「昇華」により、高威力の連続技を決めることができる。
体力ゲージが点滅している状態で剣質ゲージを消費することにより、超奥義を超える威力を持つ「潜在奥義」を繰り出せる。
『二幕』では中段攻撃の代わりに、発生が遅いがガード不能の「防御不可斬り」を使える。ボタンを押し続けることにより発動を遅らせることができ、一部のキャラクターはこれを最大まで溜めた状態で出すものを必殺技として持つ。
剣質「技」（Speed）
攻撃力が「力」よりも低いが、通常技や特殊技をキャンセルするように繋いでいく「連殺斬」を繰り出せる。
また、一部通常技の動作が「力」よりも早くなり、必殺技でキャンセルできる通常技も増えている。一部の奥義（必殺技）の仕様も「力」と異なるものになる。
『二幕』では中段攻撃がヒット時に相手を浮かせる「打ち上げ斬り」となり、連殺斬にも組み込めるようになった。
入力が難しいが、うまく決まれば大ダメージを奪える「乱舞奥義」が使用可能。『一幕』では「力」の潜在奥義と同じ条件で出せる。『二幕』ではコマンドが4つのルートに分かれた連続入力式の乱舞技となっており、また剣質ゲージ消費のみで使用可能となった。なお、『二幕』での乱舞奥義は、
- スタンダードタイプ
- パワータイプ
- テクニカルタイプ

という3つの類型があり、キャラクターごとに類型がそれぞれ決められている。
剣質「極」（EX）
『二幕』から登場。一部家庭用を除いて隠し剣質となっている。「力」と「技」双方の特徴をほとんど併せ持つ（「防御不可斬り」のみ存在せず、「打ち上げ斬り」に統一）剣質。
反面防御力が極端に低く、剣質ゲージが溜まりにくいというデメリットも存在する。
剣質によって奥義（必殺技）などに仕様の違いがある場合、原則的に昇華対応のものは「力」、それ以外は「技」と同じ仕様になる。
また、CPUキャラクターがごく稀にこの剣質で登場する事がある。
キャラクターによっては剣質専用技が存在することもあり、同じ外見ながら剣質次第で性能が全く違う場合もある。また、『二幕』では剣質ごとにキャラクターのカラーリング・勝利演出が異なるようになった。

### 剣質ゲージ
近年の対戦型格闘ゲームに多く見られる「パワーゲージ」に相当し、剣質がここに表示されるのでそう呼ばれる。
主に通常攻撃を相手に当てていくことによって蓄積、一部キャラクターには溜めるための専用技が備わっている（響、嘉神など）。最大まで溜めるとゲージが白く光り、それを消費することによって「超奥義」「潜在奥義」「乱舞奥義」「ガードキャンセル弾き」を使用できる。保持できるゲージ数は1本のみであり、一度消費するとゼロに戻る。

### 弾き
Dボタンを押すと、身を引くような動作とその残影が現れる。これは弾ける時間帯が存在し、この時に相手の攻撃を受けると、それを弾き返して相手を行動不能に陥らせる。この硬直は短縮が不可能で、普段決めにくい技をこの時に決めることもできる。反面、弾ける時間の後のモーションは全くの無防備状態であるため、ここに攻撃を合わせられると無条件で食らうことになる。また、飛び道具・投げ技に対しては全くの無力である。
『一幕』の弾き
Dボタン+レバー操作によって「立ち弾き」「しゃがみ弾き」「立ち必殺技弾き」「しゃがみ必殺技弾き」の4種類が存在。
立ち・しゃがみはそれぞれ立ちガード・しゃがみガードで防げる技に有効。レバー前要素（右向き時ならそれぞれ右・右下）と同時入力で必殺技も弾ける。
『二幕』の弾き
「立ち弾き」「しゃがみ弾き」「空中弾き」の3種類となり、必殺技は、弾き動作の出掛かりのみでしか弾けないようになった。さらには立ち・しゃがみ弾き成功時にDボタンを押すだけで出る、専用の反撃技が用意されている。ジャンプ中にDボタンを押すことにより、空中でも対空攻撃として弾き動作が可能。
また、剣質ゲージを消費して出す「ガードキャンセル弾き」も追加された。正確にはガードした攻撃を弾き、弾き成功後は相手を浮かせる。

### 武器飛ばし
『一幕』のみの仕様。
ガードし続けてガード耐久値（画面には表示されない）が0になると、武器を飛ばされ、素手状態に陥る。素手状態では、武器を使った攻撃ができない、弾きと一部の必殺技が使えないというペナルティがある。一部キャラクターには素手状態での方が高性能になる技や、自ら素手状態になる技もある。なお、『サムスピ』とは異なり、通常技で削りダメージを受けることはない（剣質「力」の通常技は元々削れるため、別である）。弾き飛んだ武器は地面に落ち、拾うことによって再度使用できる。
『一幕』のボスである暁武蔵と嘉神慎之介は、武器を飛ばされることはない。

### その他
気絶
攻撃を食らい続けると気絶して無防備になる。レバガチャで時間短縮できるなど、ほぼ一般的な格闘ゲームと同じ。
限界ダメージ
『二幕』では連続技の際に与えられるダメージに制限があり、連続技ではそれ以上のダメージを与えることができない。一部キャラクターが永久連続技を持っているものの、このおかげで体力ゲージ満タンの状態からそのまま即死させることはできなくなっている。ただし攻撃を受け続ければ気絶するので、実質的に即死と変わらない。
斬殺
勝利が確定するラウンドにおいて特定の技で対戦相手を倒すと、『サムスピ』同様に相手の体が切断される（突き系の技では血が噴き出るのみ）演出が入る。勝利画面のメッセージも専用のものに変わる。ただし、一条あかりのみ発動されても身代わりが斬られるのみの演出になっている。

### バグ
ガード硬直短縮（二幕）
相手の攻撃をガードしている最中に立ち状態としゃがみ状態を切り替えるとガード硬直が短縮される。このバグによって相手の攻撃をガードした後に発生の速い攻撃で反撃できる。そして「発生の速いコンボ始動攻撃」を持つ一部のキャラクターが他の追随を許さないほどの強さになった。
AC同時押し（二幕）
特定のキャラクターではAボタンとCボタンの同時押しにより技の性質が不自然なほどに変わる。守矢の歩月の隙がほぼ消える、斬鉄のジャンプAが連続で出せるなど。

## 登場キャラクター

### 『一幕』から登場
楓（かえで）［Kaede］
声 - 水津光司
使用武器 - 刀 疾風丸
流派 - 活心一刀流
キャッチコピー「時代を継ぐ少年 / Shining Soul」。主人公。活心一刀流の使い手で、死した養父・慨世より四神の一角・青龍を継ぐことになる。青龍としての力を覚醒させると、結んだ髪が解け、黒髪が金髪に変わり、やや気弱だった性格も猛々しく好戦的になる。『一幕』ではコマンド入力で「覚醒」する必要があり、覚醒中は体力が徐々に減少するが、『二幕』では常に力を発揮できるようになった（反面、性能は大幅に抑えられた）。
なお、『二幕』でも覚醒前の状態の楓を隠しキャラクターとして使用できる。ただし、『一幕』のように「覚醒」をすることはできない。
御名方守矢（みなかた もりや）［Moriya Minakata］
声 - 橋本潤
使用武器 - 刀 月の桂
流派 - 活殺逸刀流
キャッチコピー「月の宿命に生きる士 / Moon Destiny」。楓と雪の義兄。没落士族の子供であったが、慨世の元へ養子に入った。活殺逸刀流（元は活心一刀流）の使い手。
雪（ゆき）［Yuki］
声 - 西川葉月
使用武器 - 槍 牡丹
流派 - 活心長槍術
キャッチコピー「運命を貫く槍 / Anxious White」。慨世に拾われ育てられた異人の女性。細くしなやかな体躯で、頭髪は長い金髪。楓の義姉であり、守矢からすれば義妹。守矢に想いを寄せる。凍術と槍術を使う。嘉神の事件のあと、楓とともに翁の指示により『地獄門』について調査をしていた雪は、翁からその封印方法を聞かされる。その内容は『封印の巫女』と呼ばれる女性と『四神』の力によって『封印の儀』をとりおこなうというものだった。そして『封印の巫女』の手がかりを聞かされた時、雪の中に１つの疑問が生まれた。雪はその疑問を確かめるため、楓たちに黙って旅に出てしまう。実は封印の巫女であり、『二幕』のエンディングでその命と引き換えに地獄門を封印した。
『一幕』では高性能な技の数々が特徴的だったが、『二幕』では主力技の弱体化が施された。全体的に大振りな技が多い。
玄武の翁（げんぶのおきな）［Okina］
声 - 中井重文
使用武器 - 釣り竿 火梵
流派 - 真心流 一の太刀
キャッチコピー「闘う隠者 / Fighting Hermit」。四神の内の1つ・玄武の守護神。慨世亡き後は、楓と雪を養っていた。慨世と嘉神の師でもあり、かつては「闘将朴然」と呼ばれた、相当な腕前の剣豪であった。釣竿や魚篭を武器に闘う。
一条あかり（いちじょう あかり）［Akari Ichijo］
声 - 麻績村まゆ子、植田佳奈（パチスロ版）
使用武器 - 幣帛 明暗
流派 - 一条流陰陽術
キャッチコピー「小さな陰陽師 / Magical Little Girl」。代々陰陽師の家系に生まれた少女。幼いながらも、類稀な才能で様々な式神を使役する。「えんぐりっしゅ（英語）」に強い関心を持っており、会話の中に織り交ぜる。楓のことが好みのようである。関西弁を話す。なお姉のひかりの他に道磨という兄がいるが、本編に登場したことは無い。PlayStation版では、十三と共に「おまけ」のキャラクター紹介で喋りまくる。
他のキャラクターには無い変則的な性質の技を数多く持つ。空中で打ち負けにくいジャンプ攻撃を持ち、「力」は、屈み強斬りの2段目を必殺技でキャンセルできる。「力」と「技」とで、闘い方が大きく異なるキャラクター。『二幕』では特殊技の「符呪・唱閃」を使ったお手軽な永久コンボが存在する（ただし、前述の限界ダメージが適用され、相手の体力の減少が途中で停止する）。
パチスロ『あかりと七つの妖珠』では主人公となっている（『二幕』から数年後の、成長したあかりが登場）。
一条あか狸（ポンタ）［Akari "Ponta" Ichijo］
声 - 麻績村まゆ子
PlayStation版の隠しキャラクター。イタズラ好きのオス狸のポンタがあかりそっくりに化けた姿。使う技はほぼあかり本人と同様だが、化けた姿は尻尾が出てしまっており、演出の一部も狸に関するものになっている。
神崎十三（かんざき じゅうぞう）［Juzoh Kanzaki］
声 - タイソン大屋、小西克幸（パチスロ版）
使用武器 - 金棒 金剛羅漢
流派 - 我流
キャッチコピー「陽気な羅漢 / Big Heart」。あかりの家に居候している男。長い金棒と、それを扱うに足る六尺六寸の巨躯を武器に戦う。あかりを「お嬢」と呼び頭が上がらないが、実は三枚目を演じているだけで、頭の切れる人物。あかりの病弱な姉・ひかりに惚れ込んでおり、『二幕』では彼女に良い所を見せようと躍起になる。
基本の攻撃力は高く、金棒を使った攻撃はリーチが長い。ジャンプBやジャンプCは十三の要となる技。『二幕』では、「ぶんナゲ」や「たたきツケ」から追加入力をしていくことで、次々と別の技や超奥義に派生できる（「たたきツケ」は「ブンナゲ」からも繋げることが可能な他、さらに「ぼこナグリ」「すりツブシ」を初めとする技に派生できる。ただし「ぼこナグリ」と「すりツブシ」の2つは、相手が特定のボタンを押すことで投げ抜けされる）。「岩クダキ」は、前方への溜め技で、「力」ではガード不能技と化す。
鷲塚慶一郎（わしづか けいいちろう）［Keiichiro Washizuka］
声 - 小西克幸
使用武器 - 刀 隼
流派 - 天然理心流
キャッチコピー「誠忠の剣 / Sword Wolf」。新撰組副局長・土方歳三直属の部下という設定（どの隊にも属していない）の新撰組隊士。地獄門について調査を命ぜられる。太平の世に忘れ去られた侍の美学と、それに対する熱き思いを胸に秘めている。
紫鏡（しきょう）［Shikyoh］ / 骸（むくろ）［Mukuro］
声 - モンスター前塚
使用武器 - 凶刀 禿鷲
流派 - 不明
キャッチコピー「彷徨う悪夢 / Living Nightmare」（紫鏡）、「地獄ノ淵ニ棲ムモノ/Hell Beast」（骸）。新撰組に所属していたが、殺人欲のみで動いていたことで不要な殺人も行っていたために新撰組内で粛清されかけた。だが、事前に事の次第を察して新撰組を脱退、流浪のはぐれ人斬りとなった。『一幕』のエンディングで地獄門に吸い込まれ、『二幕』にて奇跡的に生還を果たしたようだが、頭と首に包帯を巻いた腐乱死体のような姿に変わり果てた。『二幕』での名前は、死体を意味する「骸」。
天野漂（あまの ひょう）［Hyo Amano］
声 - 大塚明夫
使用武器 - 刀 男前
流派 - 我流喧嘩矢倉
キャッチコピー「江戸の喧嘩桜 / Romancing Wanderer」。風流を心から愛する男。仕込み刀を持ち歩く遊び人だが、よほどのことがない限り、仕込み刀は木刀として使っている。奥義の名前は将棋をモチーフにしたものがほとんどである。響の父源蔵は旧友であり、切れ味の落ちた男前を鍛えなおしてもらうため高嶺の家を訪れたが既にそこに人は無く、行方のわからなくなった響を探すためぶらりと旅に出る。
李烈火（リー・レッカ）［Lee Recca］
声 - 橋本潤
使用武器 - 扇子 紅蓮
流派 - 飛影拳
キャッチコピー「黄土からの使者 / Oriental Justice」。本名は李成龍。清朝時代の中国・嵩山少林寺からやって来た、正義を重んじる武術家の青年。炎を纏う足技を主体とした拳法を使う。
斬鉄（ざんてつ）［Zantetsu］
声 - 大友龍三郎
使用武器 - 小太刀 影、流
流派 - 忍術
キャッチコピー「最強の忍道 / Last Ninja」。『龍虎の拳』に登場した如月影二の流派、如月流忍術の源流とも言える人物であり、『一幕』のエンディングでは後世の継承者として影二の姿も登場する。歴史の表舞台で暗躍した忍者の一人だったが動乱によって彼のみ生き残ったことがきっかけで、以降我が流派こそが最強である証を求めるため修羅の道を進み、地獄門に集まる猛者たちに戦いを挑む。『二幕』の時点で病を患い余命幾許も無いことが判明する。愛する孫にできる限りの技を伝授した後、二度と戻らぬ里を後にして再び強者の集う地獄門へ向かう。
直衛示源（なおえ しげん）［Shigen Naoe］
声 - 伊藤えん魔
使用武器 - 数珠 白虎の数珠
流派 - 壊腕・白虎の爪
キャッチコピー「鉄腕猛虎 / Iron Tiger」。四神の白虎で、2メートルを超す巨漢の男。その相貌は人間離れしている。筋骨隆々の逞しい肉体を鋼鉄の様に硬くする白虎の力を用いて徒手空拳で戦い、白虎の数珠を手首につけている（武器が飛ばされる場合はこれが飛ぶ）。
『一幕』では親友の嘉神に封印され、怒りと狂気に囚われて封印を破り暴走してしまう。『二幕』では地獄門の力が衰えたことと、養女である虎徹と再会したことから正気を取り戻し、地獄門を封ずる四神の役割を果たすため旅立つ。エンディングにて地獄門を封印したものの、その直後に落命する。
投げ技の有効間合いや威力が優れる反面、打撃技の発生が遅い「力」、各種の技のバランスは取れている代わりに投げ技の有効間合いと威力が「力」に比べて劣る「技」というように、『一幕』では「力」と「技」それぞれの性能差が激しい。『二幕』では、『一幕』での技の性質が大きく変更された。「金剛砕」が、連続する投げ技の始動技となり、ここから追加コマンドを入力することによって、次々と投げが展開され、超奥義や潜在奥義にも発展する（「壊」「烈」「昇」「墜」や、潜在奥義の「怒髪衝天」など、相手は特定のボタンを押すことで投げ抜けが可能。投げ抜けされた場合、示源のゲージは消費しない）。超奥義の「因果応報」も性質が大きく変わった他、決まった時のダメージが非常に高い。
木偶の示源（でくのしげん）［Deku Shigen］
声 - 伊藤えん魔
PlayStation版の隠しキャラクター。嘉神が示源を封印した際、身代わりに造り出された影武者。本物の示源が解放されたことにより、自らの存在に疑問を持つ。使う技は示源本人と同様。
直衛虎徹（なおえ こてつ）［Kotetsu Naoe］
声 - 生駒治美
示源が養子にしていた娘。一人称は「オイラ」であり、一見すると男の子に見える。養父の死後、白虎を継ぐことになる。『二幕』ではコマンドを入力することにより、戦いの前に隠しキャラクターとして登場するも、直後に示源につまみ出されるため、実際にプレイヤーが操作するのは示源になるが、勝利画面のメッセージなども変化する。
暁武蔵（あかつき むさし）［Musashi Akatsuki］
声 - フランキー仲村
使用武器 - 大小の刀(無銘)
流派 - 二天一流 改
キャッチコピー「魔神二天流 / Ghost Blade」。『一幕』の中ボスで、嘉神の手により復活した宮本武蔵。左目が潰れており、右目は赤く爛々としている。プレイヤーに敗れた後は、「良い闘いであった」と満足して常世に帰っていく。中ボスであり、アーケード版でも隠しコマンドで使用可能。ネオジオCD版とドリームキャスト版の『二幕』では、アーケードモード以外で使用できる。
嘉神慎之介（かがみ しんのすけ）［Shinnosuke Kagami］
声 - 粟根まこと
使用武器 - 刀 瑞鳳
流派 - 焦刀・朱雀の炎
キャッチコピー「堕天の剣 / Crisis Christ」。『一幕』では最終ボスで、アーケード版では使用不可。楓たちの師匠である慨世を殺害した張本人。『二幕』では通常使用キャラクターになった。『一幕』で楓に敗れた嘉神は地獄門に身を投げる。『二幕』にて死ぬことなく生還していたことが明かされ、今回の地獄門の騒動の行く末を見守るため再び剣を取った。人の行く末を見すえるべく朱雀の守護神は再び飛翔する。

### 『二幕』から登場
真田小次郎（さなだ こじろう）［Kojiroh Sanada］
声 - 中谷さとみ
使用武器 - 刀 百舌
流派 - 天然理心流
キャッチコピー「壬生の陰狼 / Shadow Wolf」。新撰組・零番隊隊長。同じ新撰組の鷲塚とは親友同士。彼は任務に忠実で規律に厳しく、零番隊隊士たちの心の支えとなっている。しかし約半年前、脱隊者の紫鏡を取り逃がしたことが事の発端となり、零番隊の任務であった『地獄門調査』が、突然鷲塚慶一郎の単独捜査へと切り替わってしまった。紫鏡との闘いで幾名かの隊士を失い、零番隊の存在意義が問われる中、再び『地獄門調査』の任務が命ぜられる。
実は『一幕』の頃に既に紫鏡に殺害されており、『二幕』に登場する小次郎の正体は、その姿を借りた彼の妹・真田香織（さなだ かおり）である。そのため、『二幕』の小次郎のプロフィール記述は兄のものと香織自身のものが入り交じっているのではないかと推測されている。
真田小次郎（本物）
声 - 小山彰一（PlayStation版『一幕』）
PlayStation版『一幕』では存命時の本人を隠しキャラクターとして使用できるが、上記の設定のためにキャラクターの性能は『二幕』と大幅に異なり、鷲塚とほぼ同じ性能となっている。
高嶺響（たかね ひびき）［Hibiki Takane］
声 - 氷上恭子
使用武器 - 刀 谺(こだま)
流派 - 無双真伝流
キャッチコピー「純潔の太刀筋 / Innocent Slash」。居合の達人で数々の銘刀を生み出してきた高嶺源蔵。その名を知る者は意外にも少ない。時代の表舞台から姿を消したあと、片田舎に引きこもりひっそりと刀を打ち続ける。そのかたわらには愛娘、響の姿があった。ある時、源蔵は高嶺家を訪れた『銀髪の男』から刀の依頼を受けた。男は帰り際に帰宅した響とすれ違った。響はその時、妙な胸騒ぎを感じずにはいられなかった。やがて源蔵は一本の太刀『八十枉津日太刀』を完成させた。しかしながら、力を使い果たした彼は、後日病の床へとつき息を引き取った。源蔵が死ぬ前、最後の依頼で作り上げた黒刀を持つ銀髪の男（刹那）を捜して一人旅に出る。対CPU戦で斬殺（相手の体を切断する）を繰り返すと、エンディングの台詞が変わる他、対人戦でも勝利ポーズと勝利メッセージが変化する。
刹那（せつな）［Setsuna］
声 - 山内圭哉
使用武器 - 刀 八十枉津日太刀(やそまがつひのたち)
流派 - 不明
キャッチコピー「暗闇の殺戮剣 / Dark Soul」。常世の使者。またの名を「イノチヲカルモノ」。嘉神の事件後『地獄門』より現れた者の１人。『常世』の強い思念が戦乱で死んだ若児に取りつき生み出された存在。現世及び常世のありとあらゆるもの（自分自身を含めた）全ての存在を憎んでいる。
黄龍（こうりゅう）［Kouryu］
声 - 石井康嗣
使用武器 - 刀 十握剣(とつかのつるぎ)
流派 - 活心一刀流
キャッチコピー「和する帝王 / Dragon Emperor」。『二幕』の最終ボスであり、CPU専用キャラクター。その正体は楓たちの師匠であり、義父でもある先代の青龍・慨世。死後、常世側から地獄門を守る第五の守護神・黄龍となったが、強力な常世の思念に精神を支配され、プレイヤーの前に立ちはだかる。
持ち技の全てが強力無比であり、ボスキャラクターに相応しい無類の強さを誇る。家庭用のみ、隠しコマンドで使用可能。
はぐれ人形（はぐれひとかた）［Hagure-Hitokata］
声 - 麻績村まゆ子
隠しキャラクター。あかりが陰陽術で使う人形が一人歩きしたもので、対戦相手に化けて戦う。普段はあかりに化けており、はぐれ人形同士での対戦ではこの姿で戦う。対CPU戦で、このキャラクターで最後まで到達すれば、最終ボスの黄龍を使用できる。

## 逸話
時代設定を生かし、隠しキャラクターとして漫画『るろうに剣心 -明治剣客浪漫譚-』の緋村抜刀斎をゲスト出演させる予定もあったという（FALCOONがインタビューにて回答）。しかし、権利関係がうまく行かなかったらしくお流れになっているとのこと。なお、『るろうに剣心』の作者である和月伸宏は単行本のフリートークで本作の話題を出しているが、剣心の出演については何も言及していない。
新声社の『月華の剣士』ムックには、和月のインタビュー記事も掲載されている。

## 関連書籍
- 月華の剣士 4コマ決定版（新声社）
  - ゲーメストコミックスより出版。『一幕』『二幕』それぞれに全1巻が出ているほか、『二幕』のアンソロジーが全1巻出ている。
- 〜幕末浪漫〜月華の剣士（新声社）
  - ゲーメストコミックスより出版。藤田丈士によるコミカライズ作品。
- 幕末浪漫 月華の剣士 青龍變生（上）、朱雀堕天（下）
  - ファミ通文庫から上下全2巻。嬉野秋彦による『一幕』の小説。